# Spoorlijn Olten - Genève
De spoorlijn Olten - Genève, ook de Jurafusslinie genoemd, is een Zwitserse spoorlijn die vanuit de stad Olten langs het Juragebergte over Grenchen - Solothurn - Biel - Neuchâtel - Yverdon-les-Bains, Morges en verder naar Genève loopt. Ter hoogte van Yverdon-les-Bains takt een zijlijn af naar Lausanne. Het traject tussen Olten en Solothurn wordt ook wel Gäubahn genoemd.
Verder loopt eveneens van de stad Olten de Mittellandlinie via Langenthal - Burgdorf, Bern en Fribourg naar Lausanne.

## Geschiedenis
De doorgaande Jurafusslinie langs de voet van de Jura werd in verschillende etappes gerealiseerd.
Het oudste trajectdeel van de Ouest Suisse (OS), gelegen in westelijk Zwitserland, is het gedeelte van Yverdon-les-Bains naar Bussigny en Renens naar Morges, en werd in 1855 geopend. In 1856 werd het verbindingsspoor van Bussigny naar Morges geopend. In 1858 werd het deeltraject langs het Meer van Genève naar het eindstation Genève-Cornavin geopend.
In 1859 volgde het trajectdeel van Yverdon naar Vaumarcus. De Gesellschaft Franco-Suisse (FS) opende in 1859 het trajectdeel van Vaumarcus naar het provisorische station Frienisberg en de haven bij Le Landeron aan de Bielersee. Van hieruit was er een bootverbinding over de Bielersee naar het in 1858 gebouwde station van Nidau.
Vanaf de andere zijde opende de Schweizerische Centralbahn (SCB) in het jaar 1857 de lijn Olten langs de Herzogenbuchsee naar Solothurn langs de voet van de Jura naar Biel. Tegenwoordig vormt het oude traject Herzogenbuchsee naar Solothurn een deel van de Nieuwbouw traject Solothurn - Wanzwil. In 1858 opende de SCB het korte traject van het station Biel naar het station Nidau aan de Bielersee. Op 10 december 1860 werd dit traject weer stilgelegd.
De Gesellschaft Schweizerische Ostwestbahn (OWB) opende in 1860 het ontbrekende traject langs de Bielersee van Frienisberg naar Biel. Hierdoor werd de bestaande bootverbinding over het meer overbodig.
Het werd vanaf 3 december 1860 mogelijk om geheel per spoor vanuit het oosten van Zwitserland (bijvoorbeeld van St. Margrethen) met verschillende ondernemingen en meermaals overstappen naar het in het westen van Zwitserland gelegen Genève te reizen.
Het laatste trajectdeel van de SCB vanuit Olten via Oensingen naar Station Solothurn werd in december 1876 geopend. Deze spoorlijn werd ook wel Gäubahn genoemd.

## Aansluitingen
In de volgende plaatsen is of was er een aansluiting van de volgende spoorlijnen:

### Olten
- Mittellandlinie, spoorlijn tussen Olten en Lausanne
- Hauensteinlinie, spoorlijn tussen Olten en Bazel
- Olten - Aarau, spoorlijn tussen Olten en Aarau
- Olten - Luzern, spoorlijn tussen Olten en Luzern

### Neuchâtel
- Bern - Neuchâtel, spoorlijn tussen Bern en Neuchâtel
- Neuchâtel - Morteau, spoorlijn tussen Neuchâtel en Morteau
- Neuchâtel - Pontarlier, spoorlijn tussen Neuchâtel en Pontarlier

## Elektrische tractie
Het traject werd geëlektrificeerd met een spanning van 15.000 volt 16 2/3 Hz wisselstroom.

## Afbeeldingen

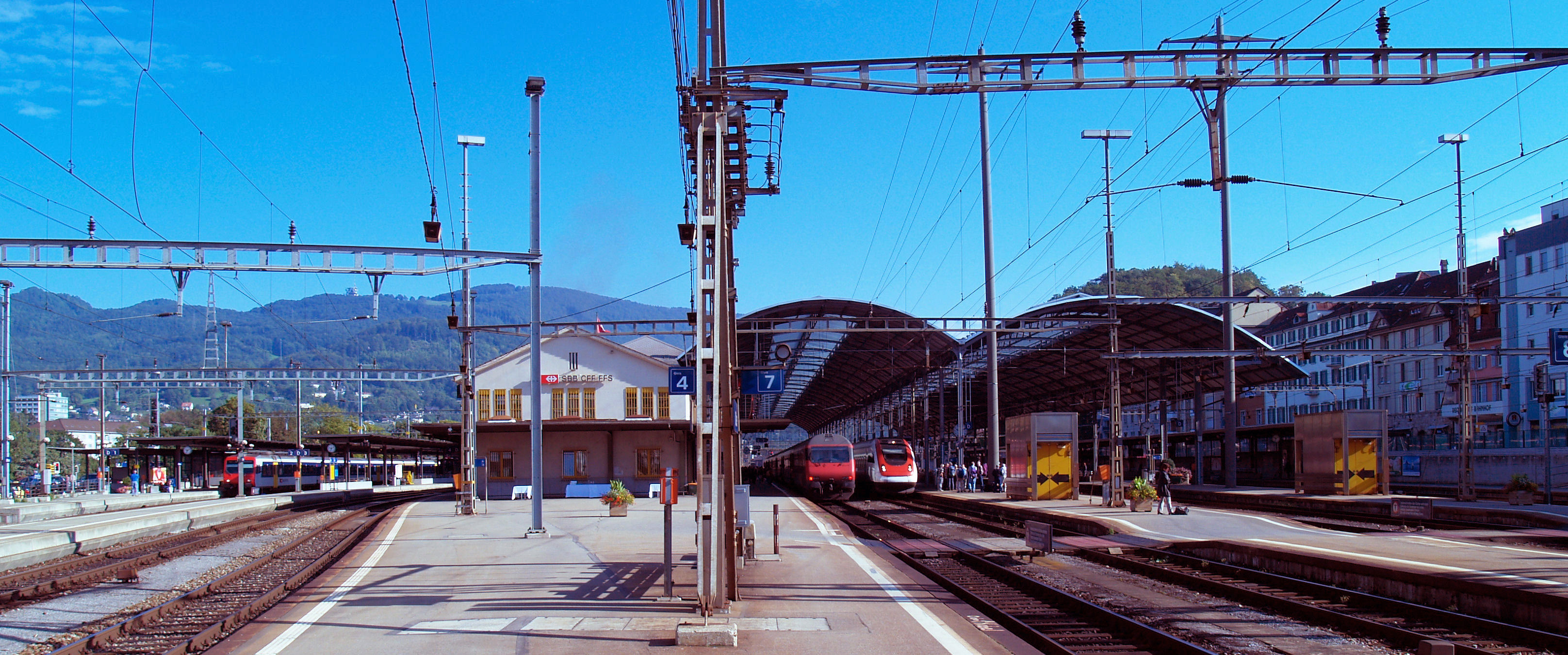
Station Olten
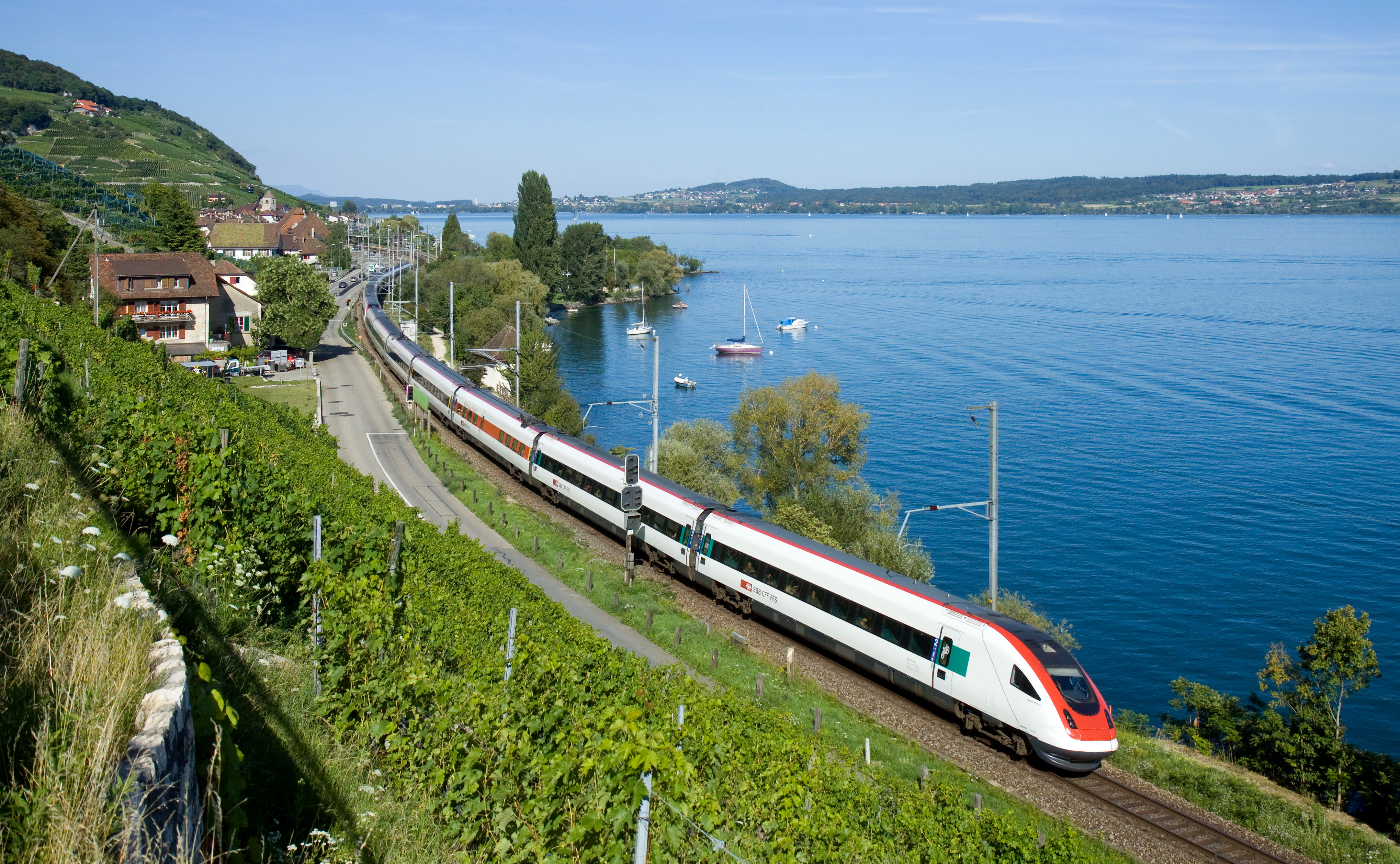
SBB RABDe 500 bij Twann
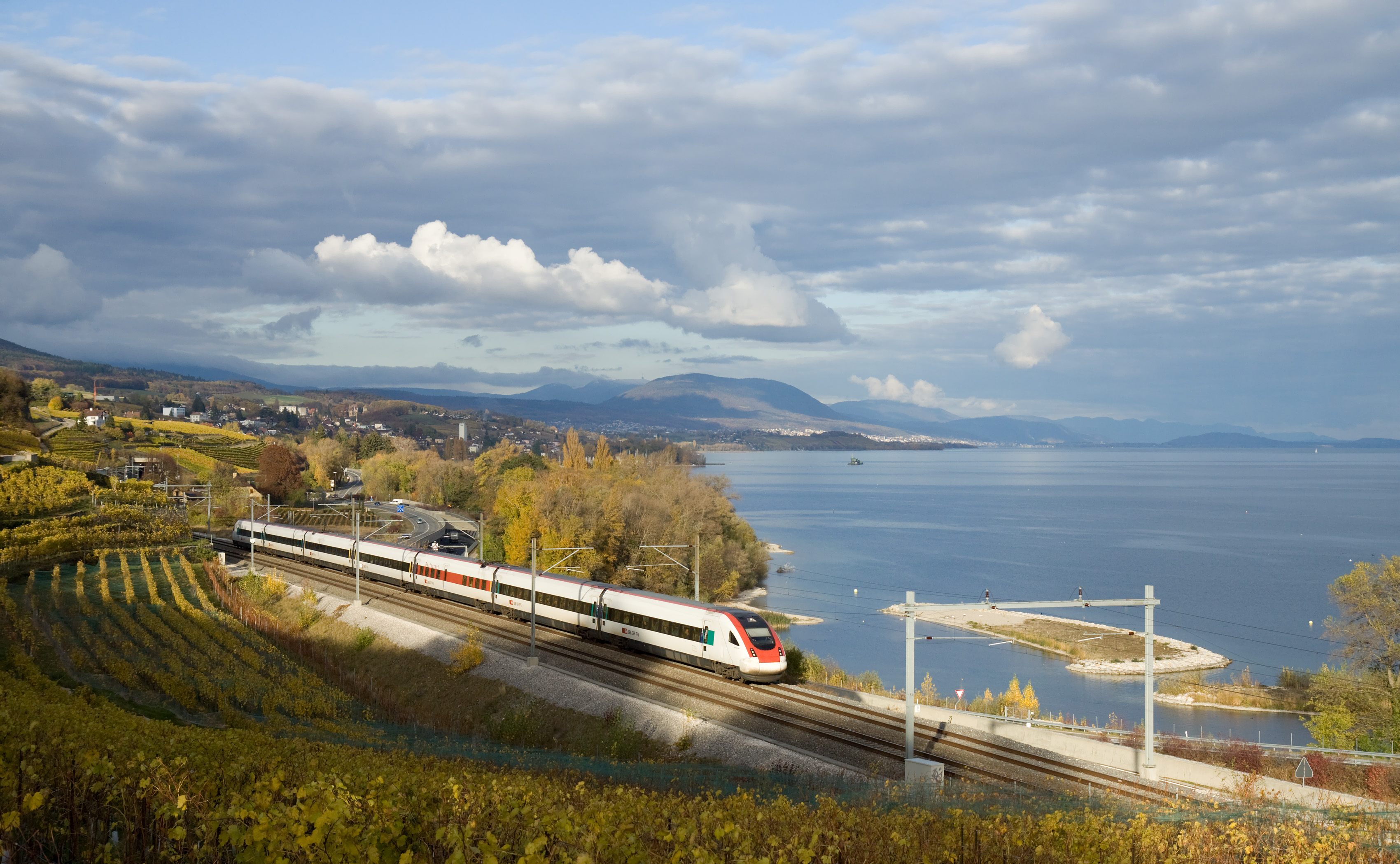
Idem bij Vaumarcus
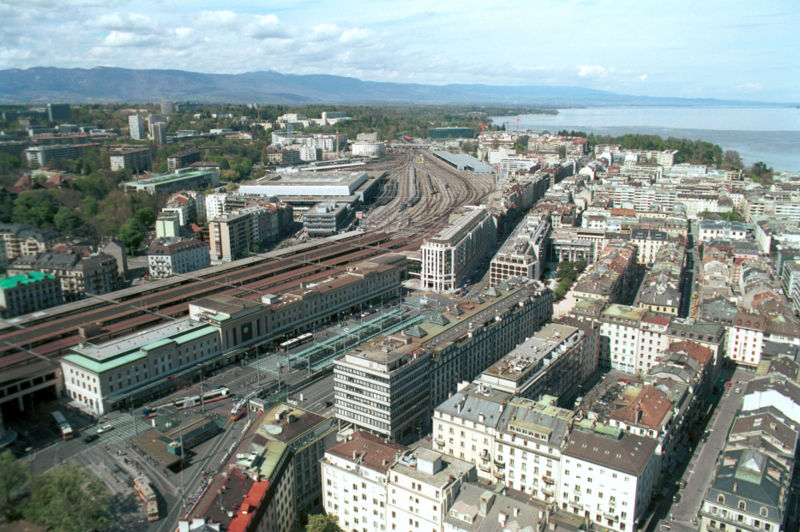
Station Genève-Cornavin